# 千田輝彦
千田 輝彦（ちだ てるひこ、1969年8月23日 - ）は、神奈川県出身の現調教師、元騎手・元調教助手。愛称は「チー坊」。

## 来歴

### 騎手時代
1988年に競馬学校4期生として栗東・伊藤雄二厩舎からデビューし、内田浩一・岸滋彦・岡潤一郎・菊沢隆徳と同期となるが、岡が生前、同期で最も仲の良かったのが千田であった。
1年目の1988年は3月5日の阪神第12競走4歳以上400万下・ベルシャーマンで初騎乗を果たし、デビュー戦が1番人気馬の騎乗で4着であった。翌6日には中日新聞杯に2番人気のニホンピロマーチで重賞初騎乗も果たし、9頭中8着に終わった。20日には初騎乗馬ベルシャーマンで阪神第8競走4歳以上400万下で人気に応えて初勝利、4月23日の新潟第10競走二王子特別・マックスワンダーで特別戦初勝利を挙げる。夏は北海道シリーズに参戦し、7月の札幌、9月の函館で共に3勝をマーク。11月19日の福島第12競走4歳未勝利では14頭中13番人気のハナフブキで勝って波乱を演出し、同年は9勝をマーク。
2年目の1989年には初の2桁で20勝台の25勝を挙げ、1993年まで5年連続2桁勝利を記録。
1989年は京都4歳特別でメンバー中唯一の関東馬オンワードクーパーに騎乗し、17頭中10番人気ながら4着に入って重賞で初の掲示板を確保。自己最多の32勝を挙げた3年目の1990年は桜花賞・スイートミトゥーナでGI初騎乗を果たすが、競走中止とほろ苦いデビューとなった。
1991年には武豊が別馬に騎乗する時の代打としてスカーレットブーケに3度騎乗し、4歳牝馬特別（東）では単枠指定にされながら2着に破れて気持ちがへこんだが、エリザベス女王杯では岡が騎乗するリンデンリリーの3着、阪神牝馬特別でも3着と好走。
1992年には京都牝馬特別・スカーレットブーケで重賞初制覇を果たし、8月9日の函館第12競走4歳以上500万下・ダイイチクルスで通算100勝を達成。阪神牝馬特別では16頭中16番人気のユーセイフェアリーでエルカーサリバーをクビ差抑えると同時にシスタートウショウも封じて重賞2勝目を挙げ、実況していた杉本清（当時・関西テレビアナウンサー）はゴール後に「千田やった！」と伝えたほか、種牡馬を引退していた父アズマハンターに初の重賞勝利をもたらした。
1990年代前半には武の誘いで年末年始約2週間のアメリカ遠征に同行し、後には7年連続で共に渡米する恒例行事となった。アメリカでは1999年1月6日のサンタアニタ第3競走4歳未勝利で武が譲ってくれた馬プライドオブインテグリティに騎乗し海外初勝利を挙げるなど貴重な経験を積んだが、人種差別を受け、「イエロー」と呼ばれた経験もあった。そのような苦難の中、武は行きの飛行機の時点で騎乗馬が決定しており、現地人からも「ユタカ」と親しまれる様子に千田は「凄いな」と圧倒された。アメリカではゲートに入らない馬を後からブルドーザーで入れるなど違和感を感じたこともあったほか、日本人が馬に乗れるわけないと思われていたため、レースには乗せてもらえず、調教でも軽いところしか乗せてくれなかった。1勝すると環境がたった一日で変わり、「おまえはジョッキーなんだから、調教なんて乗らなくていい」と言われた。騎手の層も厚く乗せてもらうのに苦労していた時、「賞金の何%か出せば、もっと、レースに乗せてやる」と言う、仲介者を名乗る人物が現れる。迷った千田は武に相談したところ、「お前は何をしにきたんだ!」と言われ、千田は「騎手は馬に乗ってお金をもらうもの、お金を払って乗せてもらうもんじゃない。騎手とは何か?」を改めて、自分自身に問い直した。凄い馬も多く、シルバーチャームやリアルクワイエットなどもリアルタイムで見ることができ、特にリアルクワイエットとは併走馬に乗って一緒に走った。追い切りではなかったが、間近で見れて感動した。
1994年は9勝に終わるが、1995年から2003年まで9年連続2桁勝利を記録。
1994年と1995年はシゲルホームランでセイユウ記念を連覇するが、1994年は60kg、1995年は更に2kg増えた62kgであった。
1996年の京都4歳特別では11頭中11番人気のオーシャンカレントで最後方から2着に突っ込んで馬連万馬券を演出すると、自身唯一の東京優駿騎乗も経験。マジックキスでは新潟で行われた福島記念をマイヨジョンヌ・マイネルブリッジの3着に逃げ粘り、阪神牝馬特別ではヒシナタリーにクビ差2着に入る。同年8月31日の函館第5競走3歳新馬では6頭中6番人気のメジロブライトに騎乗し、芝1800mを2分1秒6という超スローのレースを最後方から差し切るという競馬で勝利。
1999年は11月6日の福島第12競走4歳未勝利・フューチャトマトで200勝を達成したほか、小倉で行われたCBC賞では18頭中13番人気のタヤスブルームに騎乗し、アグネスワールド・マサラッキの59kgを背負ったGI馬2頭に次ぐ3着と健闘。
2000年の札幌3歳ステークスではジャングルポケットでタガノテイオー・テイエムオーシャンを下してレコード勝ちし、2002年のクイーンステークスではミツワトップレディでティコティコタック・レディパステル・シルクプリマドンナ・ヤマカツスズランら4頭のGI馬を下す。
2006年には自身初の0勝に終わり、2008年8月10日の函館第3競走3歳未勝利・エスジービンゴが最後の勝利となった。
浅見秀一厩舎、藤岡健一厩舎を経て、2008年1月21日付で藤岡範士厩舎所属となったが、同年10月21日付でフリーとなった。しかしフリーとなった後は一度もレースに騎乗することなく、約1ヶ月後の11月19日に騎手を引退することが発表され、翌20日付で騎手免許を返上した。結果的には10月5日の札幌第8競走3歳以上500万下・ドンブレイカー（12頭中10着）が最後の騎乗となった。

### 調教師時代
引退後はかつて所属していた藤岡健一厩舎の調教助手に転身し、2010年2月に調教師免許試験に合格。武は公式サイトの日記でこのことについて触れ、千田の名前を見つけて自分のことのように嬉しくなったと記している。3月1日より技術調教師として活動し、2011年3月に厩舎を開業。市丸善一調教助手、ディープインパクトなどを手掛けた市川明彦厩務員ら池江泰郎厩舎の名スタッフを多く受け継いだほか、須貝彦三厩舎と高橋成忠厩舎から来たスタッフでスタート。自作の調教服の胸元には、親交のあるミュージシャン・布袋寅泰のギターのデザインがあしらわれている。騎手時代と同じ3月5日デビューとなり、阪神第12競走4歳以上1000万下・ワンモアグリッター（15頭中13着）で初出走を果たし、騎手時代の初勝利日である3月20日に小倉で行われた中京記念・バトルバニヤン（16頭中16着）で重賞初出走を果たす。11月27日の小倉第3競走2歳未勝利・ビービージャパンで初勝利を挙げ、同馬では2012年の菊花賞でGI初出走を果たす。2015年3月21日のファルコンステークスをタガノアザガルで制し、同馬、鞍上の松田大作ともども重賞初制覇を遂げた。
2018年10月7日の京都6Rでサンマルペンダントが1着となり、初出走から1730戦目で現役151人目のJRA通算100勝を達成した。
2024年7月7日、函館11Rの五稜郭Sをキミノナハマリアで勝ち、現役105人目となるJRA通算200勝を達成した。

## 騎手成績
| 通算成績 | 1着 | 2着 | 3着 | 騎乗数 | 勝率 | 連対率 |
| -------- | --- | --- | --- | ------ | ---- | ------ |
| 中央     | 278 | 290 | 362 | 4261   | .065 | .133   |
| 地方     | 4   | 9   | 13  | 68     | .059 | .191   |

|            | 日付          | 競馬場・開催  | 競走名       | 馬名               | 頭数 | 人気 | 着順 |
| ---------- | ------------- | ------------- | ------------ | ------------------ | ---- | ---- | ---- |
| 初騎乗     | 1988年3月5日  | 1回阪神3日12R | 5歳上400万下 | ベルシャーマン     | 10頭 | 1    | 4着  |
| 初勝利     | 1988年3月20日 | 1回阪神8日8R  | 5歳上400万下 | ベルシャーマン     | 10頭 | 1    | 1着  |
| 重賞初騎乗 | 1988年3月6日  | 1回中京2日11R | 中日新聞杯   | ニホンピロマーチ   | 9頭  | 2    | 8着  |
| 重賞初勝利 | 1992年2月2日  | 2回京都2日11R | 京都牝馬特別 | スカーレットブーケ | 16頭 | 5    | 1着  |
| GI初騎乗   | 1990年4月8日  | 3回阪神6日10R | 桜花賞       | スイートミトゥーナ | 18頭 | 12   | 中止 |

### 主な騎乗馬
- スカーレットブーケ[11]（1991年エリザベス女王杯3着、1992年京都牝馬特別）
- ユーセイフェアリー（1992年阪神牝馬特別）
- シゲルホームラン（1994年・1995年セイユウ記念）
- ジャングルポケット（2000年札幌3歳ステークス）
- ミツワトップレディ（2002年クイーンステークス）

その他
- メジロブライト
- クィーンスプマンテ
- イナズマタカオー
- キーミノブ
- ゴーカイ
- マチカネキンノホシ

## 調教師成績
|            | 日付           | 競馬場・開催  | 競走名               | 馬名               | 頭数 | 人気 | 着順 |
| ---------- | -------------- | ------------- | -------------------- | ------------------ | ---- | ---- | ---- |
| 初出走     | 2011年3月5日   | 1回阪神3日12R | 4歳上1000万下        | ワンモアグリッター | 15頭 | 12   | 13着 |
| 初勝利     | 2011年11月27日 | 5回小倉2日3R  | 2歳未勝利            | ビービージャパン   | 13頭 | 2    | 1着  |
| 重賞初出走 | 2011年3月20日  | 2回小倉8日11R | 中京記念             | バトルバニヤン     | 16頭 | 4    | 16着 |
| 重賞初勝利 | 2015年3月21日  | 2回中京3日11R | ファルコンステークス | タガノアザガル     | 18頭 | 14   | 1着  |
| GI初出走   | 2012年10月21日 | 4回京都7日11R | 菊花賞               | ビービージャパン   | 18頭 | 14   | 15着 |

### 主な管理馬
- タガノアザガル（2015年ファルコンステークス）[8]

## 主な厩舎所属者
※太字は門下生。括弧内は厩舎所属期間と所属中の職分。
- 市丸善一（2011年-現在 調教助手）
- 片山裕也（2011年-現在 調教助手）
- 大久保諭（2011年-現在 調教助手）
- 市川明彦[12]（2011年-現在 厩務員）
- 竹之下智昭（2017年・2022年-2023年 騎手、2023年- 調教助手）
- 小林徹弥（2019年-2024年 調教助手）
- 鷲頭虎太（2022年-2024年 騎手）